# Protestantse kerk (Sint Nicolaasga)
De Protestantse kerk is een kerkgebouw in Sint Nicolaasga in de Nederlandse provincie Friesland. Het kerkgebouw is een rijksmonument.

## Beschrijving
De huidige kerk staat op een verhoogd, deels ommuurd kerkhof en werd gebouwd ter vervanging van een oudere kerk. De eerste steen van de driezijdig gesloten zaalkerk werd gelegd op 5 juni 1721. In de geveltoren met koepeldak hangt een door Steven Butendiic gegoten klok (1467) afkomstig uit Legemeer. Het interieur wordt gedekt door een tongewelf. De preekstoel en het doophek dateren uit de 17e eeuw. Het orgel uit 1900 is gebouwd door L. van Dam en Zonen. 

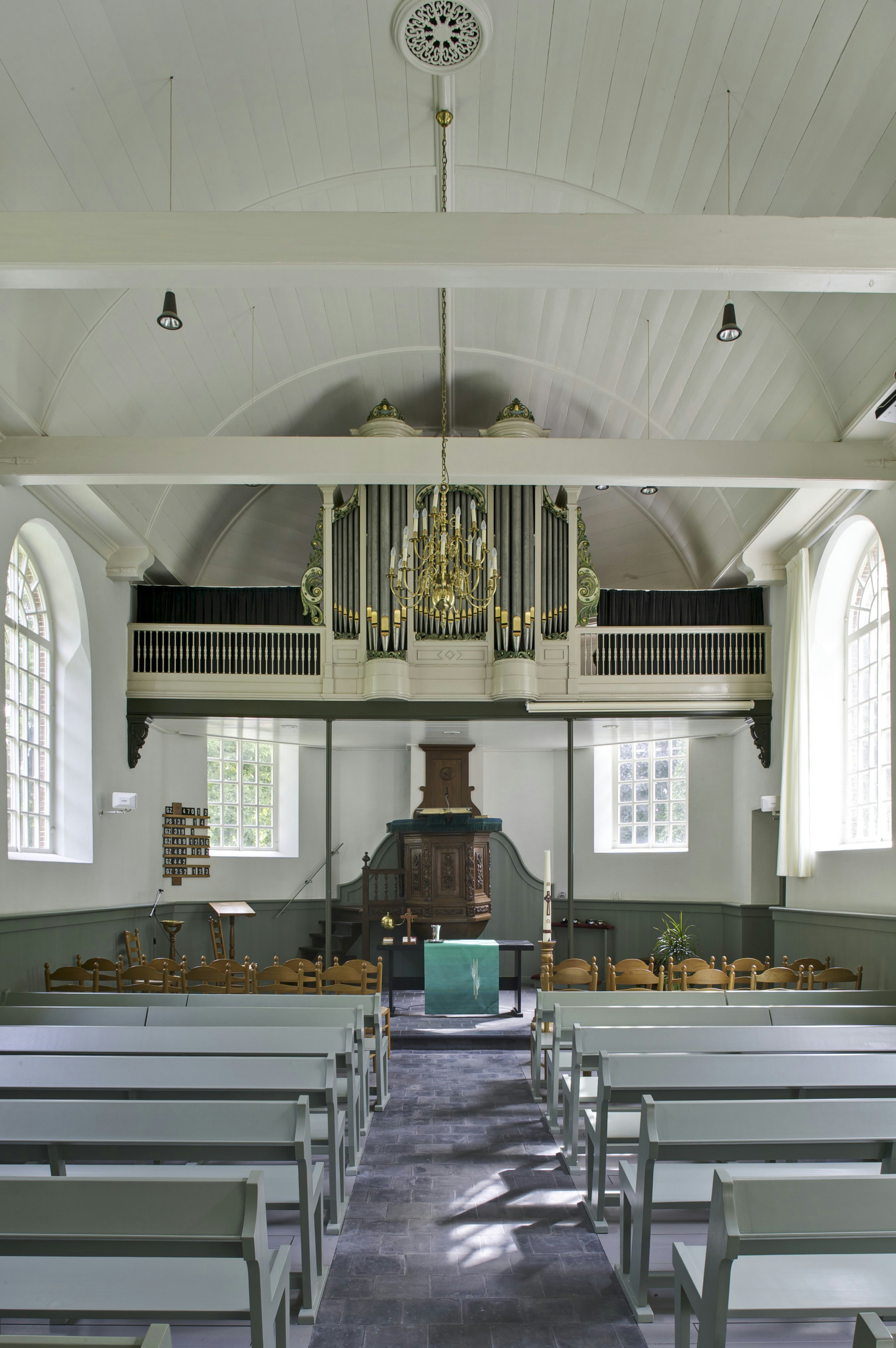
Interieur met orgel
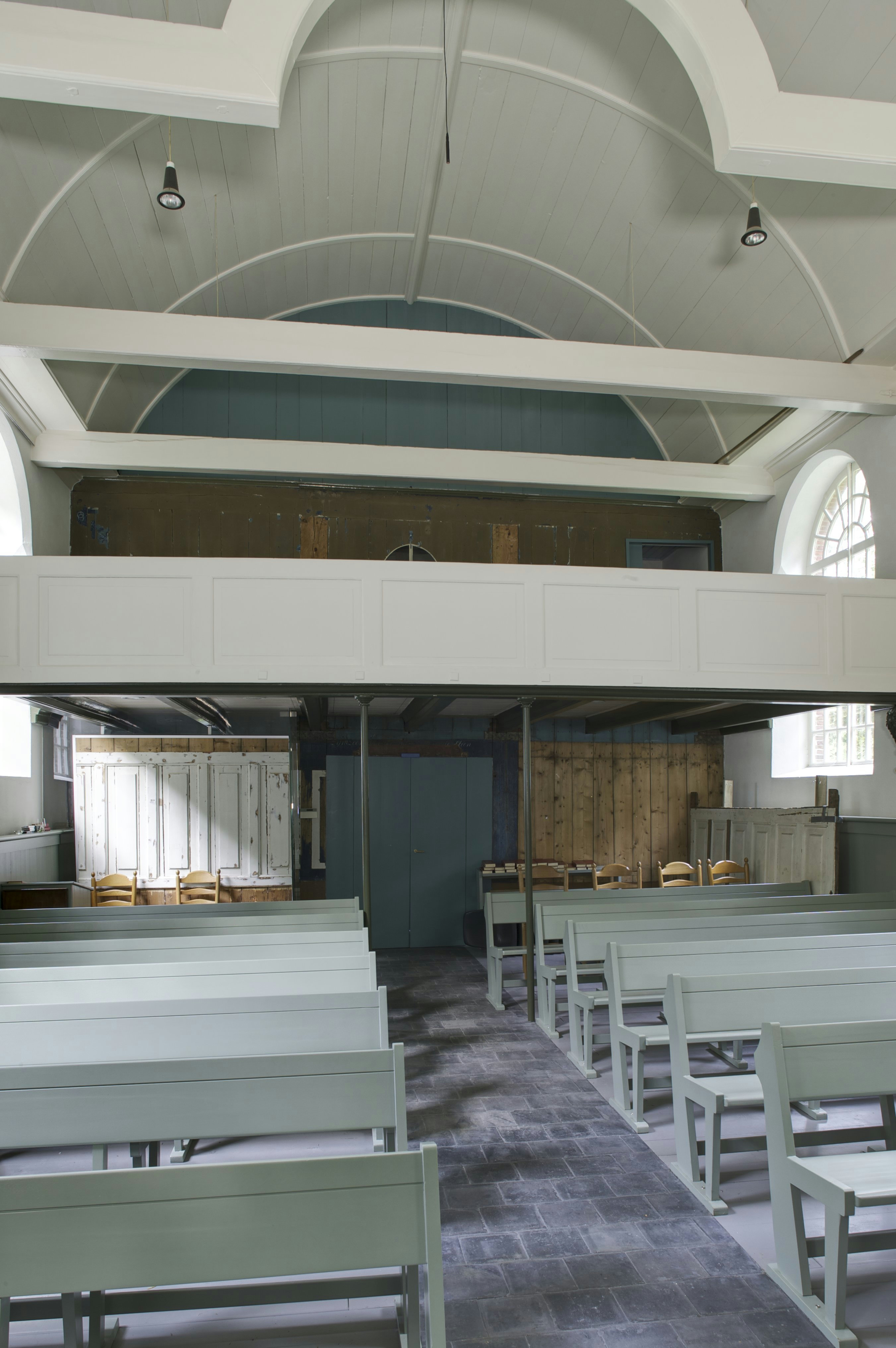
Interieur (2008)

Het kerkgebouw is eigendom van de PKN gemeente Op 'e Noed. Ook de kerk van Tjerkgaast en de protestantse kerk van Idskenhuizen behoren tot deze gemeente.